# Халилова, Шукюфа Ханкиши кызы
Шукюфа Ханкиши кызы Халилова (азерб. Şükufə Xankişi qızı Xəlilova; род. 1956, Хачмасский район) — советская азербайджанская рабочая пищевой промышленности. Депутат Верховного Совета СССР 10-го и 11-го созывов (1979—1989).

## Биография
Родилась в 1956 году в семье рабочего в селе Кёгна-Хачмас Хачмасского района Азербайджанской ССР.
Окончила заочное отделение Азербайджанского народнохозяйственного института имени Дадаша Буниат-заде.
По окончании средней школы, в 1973 году начала трудовую деятельность на Хачмасском консервном комбинате, работала варщицей цеха вакуумной варки томатной пасты.
Достигла высоких результатов при выполнении производственных заданий. За короткое время успешно освоив технологию работы с вакуум-аппаратами для варки томатной пасты, рационально добивалась увеличения производительности труда при сохранении технологического процесса, регулярно выполняла плановые задания на 125—130 процентов, побеждала в социалистическом соревновании.
Активно участвовала в общественно-политической жизни предприятия, республики и Советского Союза, состояла в ВЛКСМ, избиралась членом бюро цехового комсомольского комитета, цехового комитета профсоюза. В 1979 и 1984 годах избиралась депутатом Совета Национальностей Верховного Совета СССР 10-го и 11-го созывов от Хачмасского избирательного округа № 221, была членом Комиссии по делам молодёжи.